# Lợi Tân, Đông Dinh
Lợi Tân (giản thể: 利津县; phồn thể: 利津縣; bính âm: Lìjīn Xiàn) là một là một huyện của địa cấp thị Đông Dinh, tỉnh Sơn Đông, Trung Quốc, huyện nằm trên bờ tây bắc của Hoàng Hà. Dân số huyện năm 1999 là 289 593 người.

### Trấn
- Lợi Tân (利津镇)
- Trần Trang (陈庄镇)
- Diêm Oa (盐窝镇)
- Bắc Tống (北宋镇)
- Đinh La (汀罗镇)

### Hương
- Minh Tập (明集乡)
- Bắc Lĩnh (北岭乡)
- Hổ Than (虎滩乡)
- Điêu Khẩu (刁口乡)